# ローレル&ハーディ

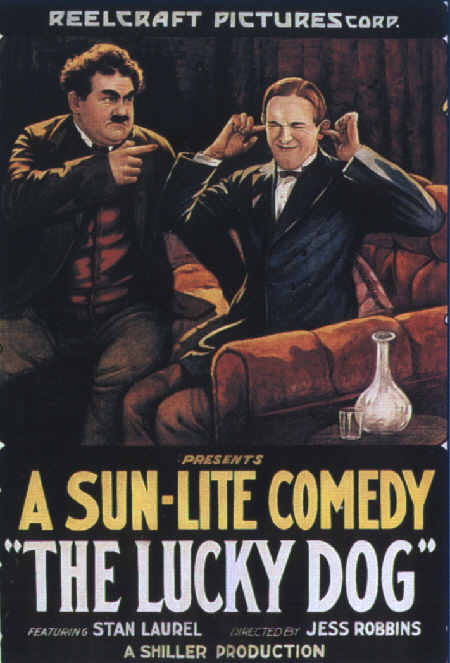
『The Lucky Dog』の映画ポスター（1921年）

ローレル&ハーディ（Laurel and Hardy）はかつてサイレントからトーキーの時代にかけて活躍したアメリカのお笑いコンビ。
チビで気弱なスタン・ローレルと、デブで怒りんぼのオリヴァー・ハーディによるこのチームは、日本でも「極楽コンビ」の名称で親しまれた。

## 来歴

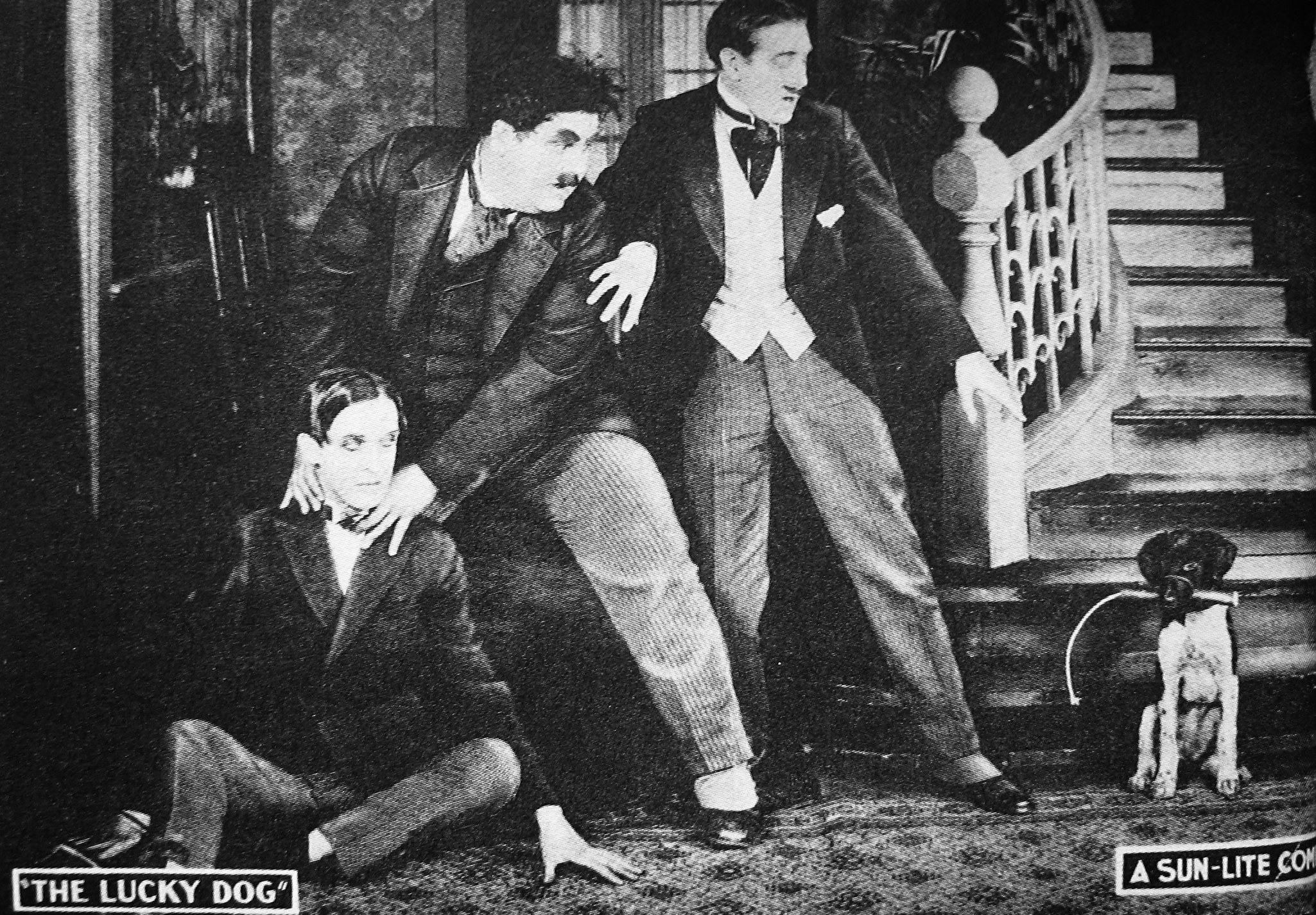
『The Lucky Dog』がコンビの初仕事だった（1921年）

もともとは、ローレル、ハーディー両人とも、喜劇映画の大製作者ハル・ローチの下でコメディアンとして働いていた。
1921年、『The Lucky Dog』でコンビを組むこととなり、1927年に『Slipping Wives』で人気を得たことから、正式にコンビを組んで活躍。笑いのスタイルとしては、ささいなことから争いが始まり、お互いにぶっ壊しっこをして、最後にはすべてが滅茶苦茶になるというのが基本のパターンだった。

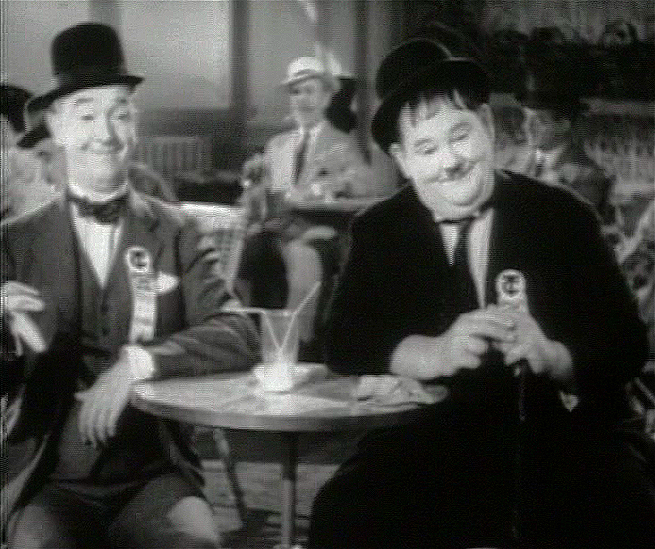
『天国2人道中』の巻頭場面（1939年）

その後、トーキーの時代に入っても、人気が衰えることはなかったが、1940年にローレルとハル・ローチの間に軋轢が生じたことから、二人してローチの下を離れてからは、映画製作の際、制約が多く、全盛時代に比べると精彩さは失われた。
1945年までコンビ活動を続け、その後6年間のブランクの後、1951年にフランスで出演した『Atoll K』が二人の最後の共演となったが、晩年は二人とも金銭的に恵まれなかったという。
コンビを組んで17年、長編、短編あわせて出演作は104本にのぼる。またこうしたコンビには珍しく私生活でも2人は仲が良かったという。1967年のビートルズのアルバム「サージェント・ペッパーズ・ロンリー・ハーツ・クラブ・バンド」のジャケットに登場した。
2018年には二人の晩年を描いた映画『僕たちのラストステージ』（原題: Stan & Ollie）が公開された。

## メンバー

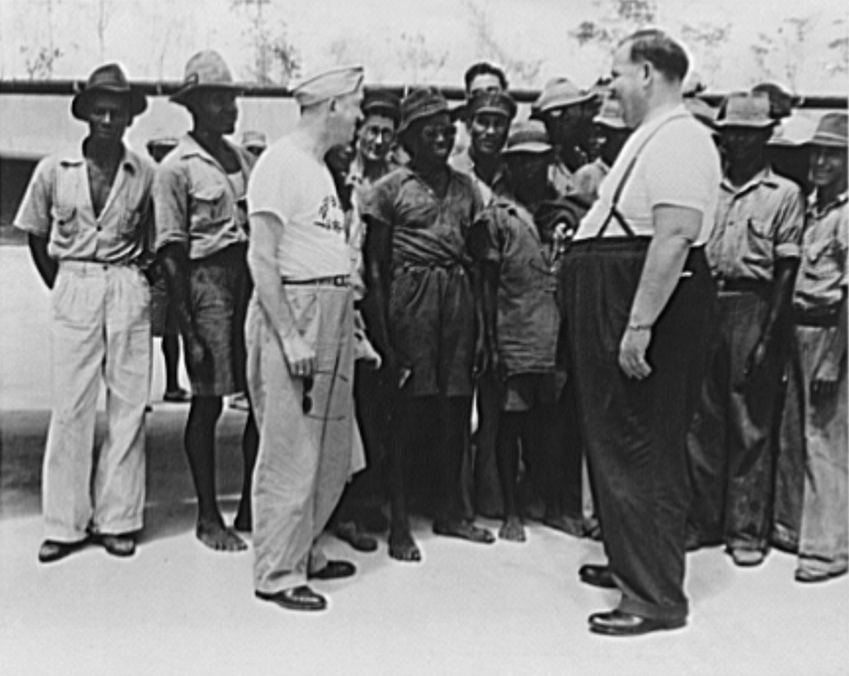
1943年のローレルとハーディー

スタン・ローレル（Stan Laurel、1890年6月16日 - 1965年2月23日）
イギリス、ランカシャー州ウルヴァーストン出身。本名はArthur Stanley Jefferson。俳優一家に生まれ、1903年に少年パントマイム劇団に加わり、ミュージック・ホールで初舞台を踏む。その後、チャールズ・チャップリンも在籍していたフレッド・カーノ一座に参加し、時にはローレルがチャップリンの代役をつとめたこともあった。
1910年に渡米、1915年に映画デビューして以来、ハーディとコンビを組むまで50本の短編コメディに出演した。1960年度のアカデミー賞でコメディ映画における創造的パイオニアとして特別賞を受賞した。結婚歴は4度。
オリヴァー・ハーディ（Oliver Hardy、1892年1月18日 - 1957年8月7日）
アメリカ、ジョージア州ハーレム出身。本名はNorvell Hardy。弁護士を志望していたが、1913年にハリウッドに出て、エキストラから端役となってからは、赤ん坊（Babe）ハーディとして知られるようになった。結婚歴は2度。

## 主な作品

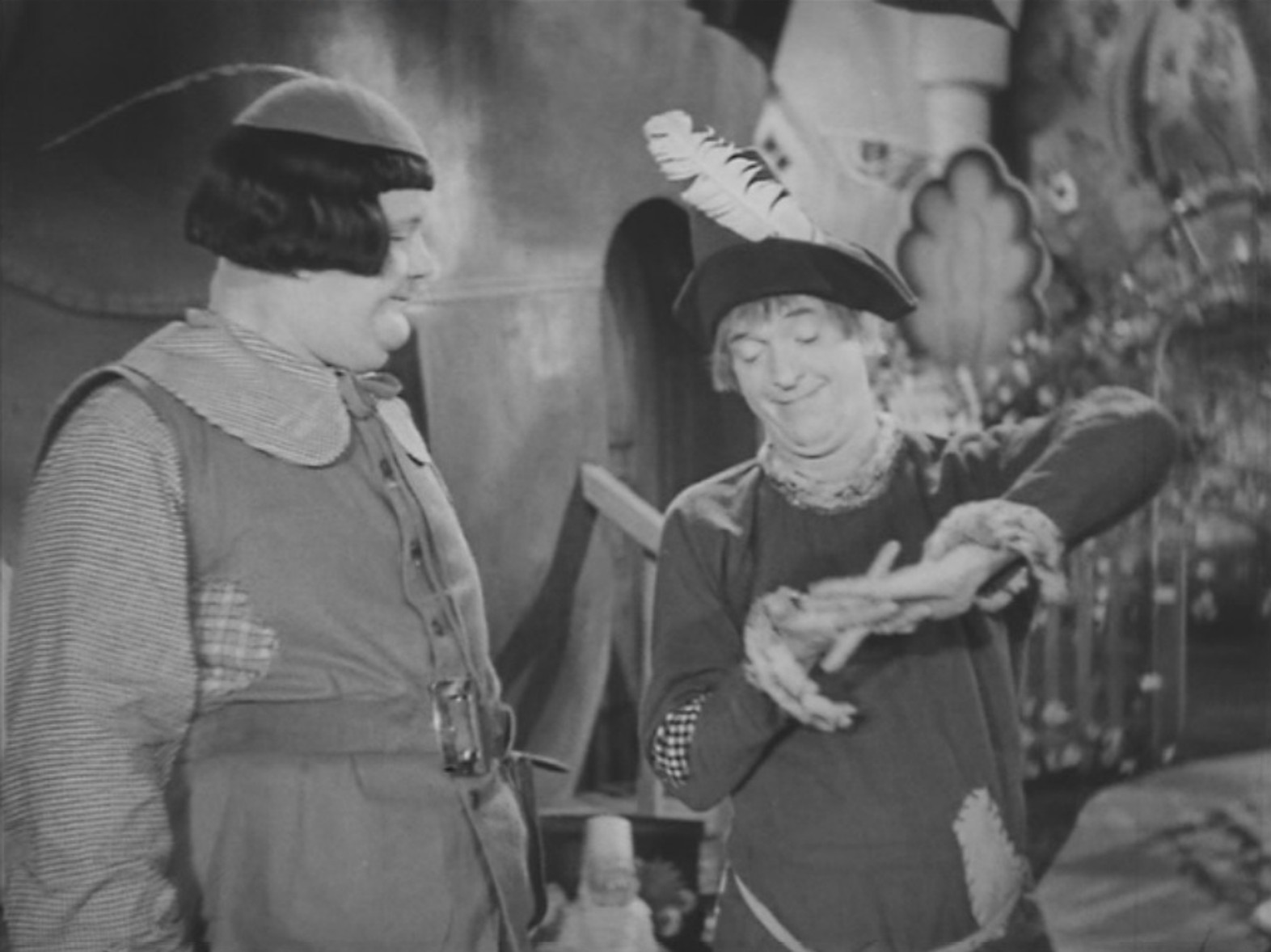
『玩具の国』（1934年）

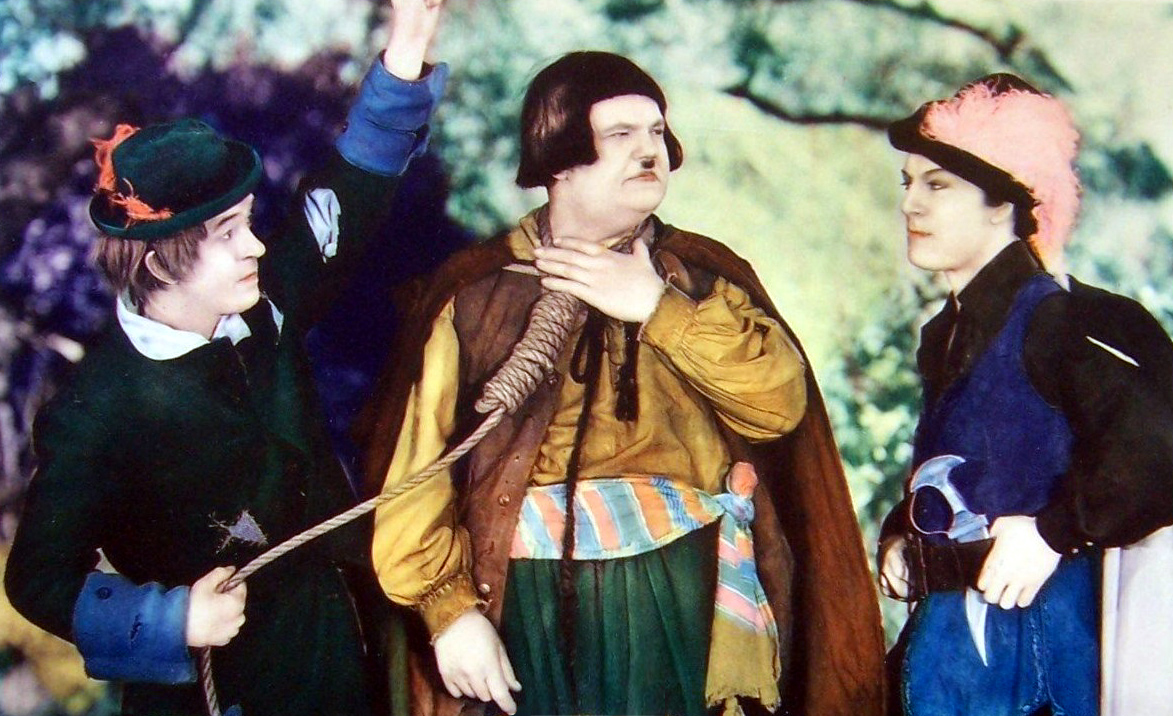
『快賊ディアボロ』（1933年）

- 完成したみたい The finishing touch（1928）[1]
- 極楽珍商売 Big Business（1929）[2]
- 極楽二人組 Pardon Us（1931）
- 極楽兵隊さん Pack Up Your Troubles（1932）
- 極楽ピアノ騒動 The Music Box（1932）
- 極楽発展倶楽部 Sons of the Desert（1933）
- 快賊ディアボロ Fra Diavolo（1933）
- 極楽ブギウギ Jitterbugs（1934）
- 玩具の国 Babes in Toyland（1934）
- ハリウッドパーティ Hollywood Party（1934） - 「極楽モノ」ではなく、他にもコメディアンが多数出演した作品。
- 極楽槍騎兵 Bonnie Scotland（1935）
- 極楽浪人天国 The Bohemian Girl（1936）
- 極楽双児合戦 Our Relations（1936）
- 宝の山 Way Out West（1937）
- 極楽オペレッタ Swiss Miss（1938）
- 底抜け極楽大騒動 Blockheads（1938）
- 天国二人道中 The Flying Dences（1939）
- 極楽スパイ狩り Air Raid Wardens（1943）
- ごくらく珍商売 Dancing Masters（1943）
- 極楽お家騒動 Nothing But Trouble（1944）
- ごくらく珍爆弾 Big Noise（1944）
- 極楽闘牛士 The Bullfighters（1945）
- 極楽捕物帖 A Haunting We Will Go（1945）
- 爆笑20年 Laurel & Hardy's Laughing 20's（1965） - 名場面を編集した作品。

## ローレル&ハーディ作品を含むアンソロジー作品
- 『喜劇の王様たち（When Comedy Was King）』 - ロバート・ヤングソン（Robert Youngson）監督。ハロルド・ロイドを除く当時の代表的コメディアンのほとんどが見られる[3]。1960年[4]。
- 『喜劇の大将（30 Years of Fun）』 - ロバート・ヤングソン監督。1962年[5][6]。

## ローレル&ハーディが登場するアニメーション作品
- ミッキーの名優オンパレード（英語版）（1933年、バート・ジレット監督）[7]
- ミッキーのポロゲーム（1936年、デイヴィッド・ハンド監督）

## 日本での伝記関連
- サイレント・コメディ全史（新野敏也著、1992年、喜劇映画研究会 ISBN 978-4906409013）
- 〈喜劇映画〉を発明した男　帝王マック・セネット、自らを語る（マック・セネット著、石野たき子訳／新野敏也監訳、2014年、作品社 ISBN 4861824729）より、付録の『銀幕喜劇人小事典』